# Суйтс, Густав
Густав Суйтс (эст. Gustav Suits; 18 (30) ноября 1883, Лифляндская губерния — 23 мая 1956, Стокгольм) — эстонский поэт, литературовед, историк и критик литературы. Политик. Член Академии наук Эстонии (первый состав). Один из первых лидеров литературного движения «Молодая Эстония» (эст. Noor-Eesti).

## Биография
Родился в волости Кастре Вынну Лифляндской губернии (ныне — уезд Тартумаа, Эстония) в семье учителя. С 1895 года учился в дерптской Александровской гимназии. В 1910 окончил Императорский Александровский университет.
В 1901 основал литературный кружок «Друзья литературы» (эст. Kirjandus Sõbrad). Кружок издавал журнал, который назывался «Лучи» (Kiired). Между 1905 и 1916 годом Суйтс был тесно связан с эстонским литературным движением, известным как «Молодая Эстония» (Noor-Eesti). В группу входили его друзья: писатели Фридеберт Туглас, Виллем Грюнтхаль, Йоханнес Аавик, Антон Таммсааре, художники Николай Трийк, Конрад Мяги, Кристьян Рауд, Александр Тасс. Манифестом группы стало стихотворение, написанное Густавом Суйтсом: «Останемся эстонцами, но станем и европейцами!». В эти годы «Молодая Эстония» была активной в общественной жизни, привносила европейские тенденции к эстонскую литературу.
В 1917—1919 — активный политический деятель, эсер, один из лидеров Эстонской партии социалистов-революционеров. Участник создания Эстонской Республики. По легенде, после заключения Брестского мира, он составил проект
конституции Эстонской Трудовой Республики, по которому Эстония должна была стать республикой между Советской Россией и
Германией, и сумел добраться с ним до Сталина.
В 1921—1944 — профессор Тартуского университета. В 1938 году стал одним из первых 12 академиков, назначенных во вновь созданную Академию наук Эстонии.
В 1924 основал Эстонское академическое литературное общество. Член союза писателей Эстонии, в 1943—1944 был председателем союза.
Выступал против фашизма.
В 1944 эмигрировал в Финляндию, затем в Швецию.
Умер в Стокгольме после тяжёлой болезни. Похоронен на стокгольмском Лесном кладбище.
При жизни стал классиком эстонской литературы, её историк, профессор-литературовед. На
предложение защитить диссертацию ответил, что, по его мнению, Суйтс — это уже титул.

## Творчество
Печатался с 1899. Художественное новаторство Г. Суйтса проявилось в сборниках его стихов «Огонь жизни» (1905), «Страна ветров» (1913), «Всё это — сон» (1922), которые ознаменовали новый этап в развитии эстонской поэзии. В последнем сборнике «Огонь и ветер» (1950), вышедшем в Стокгольме, ощущается бесперспективность жизни на чужбине, влияние эмигрантского антисоветизма.
Как литературовед занимался изучением истории эстонской литературы раннего периода. В Стокгольме выпустил «Историю эстонской литературы» (1953). Опубликовал ряд научных статей, посвященных эстонской литературе.

## Награды
- Орден Белой звезды 3 класса